# کرک‌خرمن (تاش‌اوا)
کرک‌خرمن (به لاتین: Kırkharman) یک منطقهٔ مسکونی در ترکیه است که در تاشوا واقع شده‌است.